# L'Auberge du sixième bonheur
Pour plus de détails, voir Fiche technique et Distribution.
L'Auberge du sixième bonheur (The Inn of The Sixth Happiness) est un film américain réalisé par Mark Robson, sorti en 1958.

## Synopsis
Dans les années 1930, une jeune gouvernante britannique tente en vain d'être envoyée en Chine comme missionnaire. Elle travaille donc à Londres en économisant petit à petit pour se payer son billet de train vers la Chine.
Grâce à son patron, elle est attendue dans une auberge tenue par une vieille missionnaire dans la campagne retirée du nord de la Chine.
Arrivée là-bas, elle gagne le respect des gens et devient inspecteur des pieds, pour surveiller que les pieds des petites filles ne soient plus bandés.
Elle gagne même le respect d'un général eurasien méfiant envers les Européens, qui est surpris de voir que c'est maintenant elle la personne qui connaît le mieux les gens des villages reculés. Devant l'invasion japonaise, elle recueille les orphelins et entreprend un dangereux voyage avec cette foule d'enfants pour les amener en lieu sûr.

## Fiche technique
- Titre original : The Inn of The Sixth Happiness
- Titre français : L'Auberge du sixième bonheur
- Réalisation : Mark Robson (assistants : David Middlemas et Peter Yates non crédité)
- Scénario : Isobel Lennart d'après le roman The Small Woman d'Alan Burgess (inspiré de l'histoire vraie de Gladys Aylward)
- Direction artistique : John Box et Geoffrey Drake
- Costumes : Margaret Furse et Olga Lehmann
- Maquillage : John O'Gorman
- Photographie : F. A. Young
- Son : J.B. Smith, Gerry Turner, Michael Hickey (non crédité)
- Montage : Ernest Walter
- Musique : Malcolm Arnold
- Producteur : Buddy Adler
- Société de production : 20th Century Fox (États-Unis)
- Société de distribution : 20th Century Fox (États-Unis, France, Royaume-Uni)
- Pays d'origine :  États-Unis
- Langues de tournage : anglais, japonais, mandarin, russe
- Format : 35 mm — couleur par DeLuxe — 2.35:1 CinemaScope — son stéréo 4 pistes
- Genre : Film dramatique, Film biographique, Film de guerre
- Durée : 158 minutes
- Dates de sortie :
  - États-Unis : 11 décembre 1958
  - France : février 1959
- (fr) Classifications CNC : tous publics, Art et Essai (visa d'exploitation no 21814 délivré le 19 janvier 1959)
- Affiche : Boris Grinsson (France)

## Distribution
- Ingrid Bergman (VF : Éléonore Hirt) : Gladys Aylward, surnommée Jan-Ai
- Curd Jürgens (VF : Jean Martinelli) : capitaine Lin Nan
- Robert Donat (VF : Gérald Castrix) : le mandarin de Yang Cheng
- Michael David (VF : Jacques Beauchey) : Hok-A
- Athene Seyler (VF : Hélène Tossy) : Jeannie Lawson
- Ronald Squire (VF : Paul Villé) : Sir Francis Jamison
- Moultrie Kelsall (VF : Gérard Férat) : Dr Robinson
- Richard Wattis (VF : Lucien Bryonne) : Mr. Murphy
- Peter Chong (VF : Albert Montigny) : Yang
- Tsai Chin (VF : Jeanine Freson) : Sualan
- Edith Sharpe (VF : Henriette Marion) : la secrétaire de la mission intérieure de Chine
- Joan Young (VF : Germaine Michel) : le cuisinier de Sir Francis
- Lian-Shin Yang : la femme avec un enfant
- Noel Hood (VF : Cécile Dylma) : Miss Thompson
- Burt Kwouk (VF : Serge Lhorca) : Li
- Aung Min : le moine bouddhiste
- Frank Blaine : le fou
- Christopher Chen (VF : Jean Berton) : le collecteur d'impôts
- Frank Goh : Timothy
- Ronald Kyaing : le jeune Lin
- Judith Lai : Sixpence
- Ronald Lee : le chef des muletiers
- Louise Lin : Mai Da
- André Mikhelson (VF : Serge Nadaud) : le commissaire russe
- Ye-Min : Bao-Bao
- Zed Zakari : le chef des gardes de la prison

## Chansons du film
- The Children's Marching Song, adaptation par Malcolm Arnold de la chanson enfantine traditionnelle This Old Man (en), interprétée par Ingrid Bergman et chorale d'enfants[1].
- Onward, Christian Soldiers (en), paroles de Sabine Baring-Gould et musique d'Arthur Sullivan, hymne interprété par Ingrid Bergman (dans le train transsibérien).

## Récompenses et distinctions

### Récompenses
- National Board of Review 1958 :
  - Prix de la meilleure actrice à Ingrid Bergman
  - Citation spéciale posthume à Robert Donat[2]
- Golden Globes 1959 : Golden Globe de la meilleure promotion pour l'entente internationale à Mark Robson

### Nominations
- Oscars du cinéma 1959 : Mark Robson nommé pour l'Oscar du meilleur réalisateur
- Goldens Globes 1959 :
  - Ingrid Bergman nommée pour le Golden Globe de la meilleure actrice dans un film dramatique
  - Robert Donat[2] nommé à titre posthume pour le Golden Globe du meilleur acteur dans un film dramatique
- BAFTA Awards 1959 :
  - Ingrid Bergman nommée pour le British Academy Film Award de la meilleure actrice
  - Curd Jürgens nommé pour le British Academy Film Award du meilleur acteur
- Directors Guild of America 1959 : Mark Robson nommé pour le prix de la meilleure réalisation

## Production

### Historique
- La « vraie missionnaire Gladys Aylward» était furieuse contre la 20th Century Fox, disant que le film était « un tas de mensonges », car on ne lui avait jamais remis le scénario final et n'avait, notamment, jamais vécu d'histoire d'amour avec un officier chinois. Elle accusait encore que « son nom ait été utilisé sans sa permission et associé à celui de cette méchante femme (sic) », faisait bien entendu allusion à Ingrid Bergman qui avait provoqué un scandale aux États-Unis en quittant mari et enfant pour entamer une liaison avec le réalisateur Roberto Rossellini. Elle n'a jamais excusé les « péchés » d'Ingrid Bergman, mais malgré ses protestations et lettres écrites aux médias, elle n'a jamais intenté de procès à la 20th Century Fox[3],[4].
- D’après un article de janvier 1958 paru dans Hollywood Reporter, les extérieurs devaient être tournés à Taïwan (anciennement « Formose »), mais le projet a été abandonné à la suite de l’interruption des relations diplomatiques avec le gouvernement chinois, et ce sont les paysages du pays de Galles qui ont finalement représenté ceux de la Chine. Hollywood Reporter affirmait que Mark Robson devait réaliser et produire le film, mais c’est Buddy Adler qui est crédité comme producteur, et ce fut sa dernière production, il est décédé à la fin du tournage, le 12 juillet 1958[3],[4].

### Casting
- Dernier rôle de Robert Donat décédé durant le tournage, le 9 juin 1958[3].
- Ingrid Bergman avait déjà travaillé avec le producteur Buddy Adler, il avait produit Anastasia réalisé par Anatole Litvak (1956)[3].

### Tournage
- Prises de vue entièrement effectuées au Royaume-Uni de mi-mars à mi-juillet 1958[3].
- Intérieurs : Studios d'Elstree (Hertfordshire)[3],[5].
- Extérieurs[5] :
  - Londres : Westminster City School (en) dans la Cité de Westminster.
  - Pays de Galles :
    - Région de Gwynedd : Mine de Sygun Copper (en) à Beddgelert, lac Cwm Bychan (en), Llanbedr, Morfa Bychan (en), Porthmadog, Nantmor (en), Penrhyndeudraeth, Portmeirion, parc national de Snowdonia.
    - Comté de Conwy : Capel Curig, lac Ogwen (en).

### Box-office
Le film effectue 3,46 millions d'entrées en France ce qui le classe 15e plus gros succès du box-office de 1959.